# Filtro atómico de línea

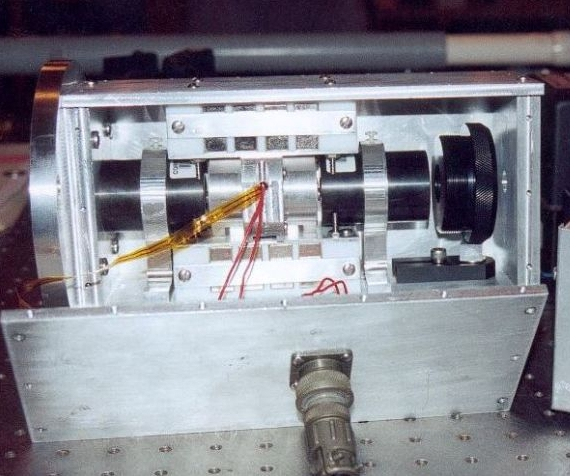
Filtro de Faraday a base de potasio diseñado, construido y fotografiado por Jonas Hedin para tomar muestras LIDAR de luz diurna en el observatorio de Arecibo.

El filtro atómico de línea, también conocido por su sigla en inglés ALF (Atomic Line Filter) es un filtro paso-banda óptico  avanzado utilizado en la física para filtrar la radiación electromagnética con precisión, exactitud y pérdidas mínimas de energía en la señal. Su funcionamiento se basa en la absorción y la presencia líneas de resonancia de vapores atómicos, por lo que también reciben el nombre de filtros atómicos de resonancia (o ARF, Atomic Resonance Filters).
Los tres tipos principales de filtros atómicos de línea son los filtros atómicos de absorción-reemisión, los filtros de Faraday y los filtros de Voigt. Los filtros de absorción-reemisión fueron los primeros en desarrollarse, por lo que se consideran como los filtros atómicos de línea por antonomasia. El diseño y mecanismo de funcionamiento de los distintos filtros atómicos de línea difieren según la aplicación, pero siempre recurren al mismo principio básico y utilizan las estrechas líneas de absorción y resonancia en los vapores metálicos, para permitir el paso de una frecuencia específica de luz y bloquear las otras frecuencias de luz.
Los filtros atómicos de línea se consideran los equivalentes ópticos de los amplificadores de detección síncrona; son útiles para aplicaciones científicas que requieren una detección efectiva de una señal electromagnética de banda estrecha —como la luz generada por un láser— que de otra manera sería obscurecida por radiación con gran ancho de banda, como la luz diurna.  Son comúnmente utilizados en lídares —dispositivo para determinar distancias desde un emisor láser a un objeto o superficie— y se ha estudiado su uso potencial para sistemas de comunicación por láser. Los filtros atómicos de línea superan a los filtros ópticos dieléctricos convencionales, como los filtros de interferencia y los filtros de Lyot, pero a causa de su complejo diseño son solo prácticos únicamente en casos donde es necesario detectar una señal débil suprimida por un fondo fuerte. Comparados con el interferómetro Fabry-Pérot, otro filtro óptico de alta gama, los filtros de Faraday son más robustos y más baratos; su coste en 2002 rondaba los 15 000 USD por unidad.

Esquema del recibidor de un sistema de seguimiento láser

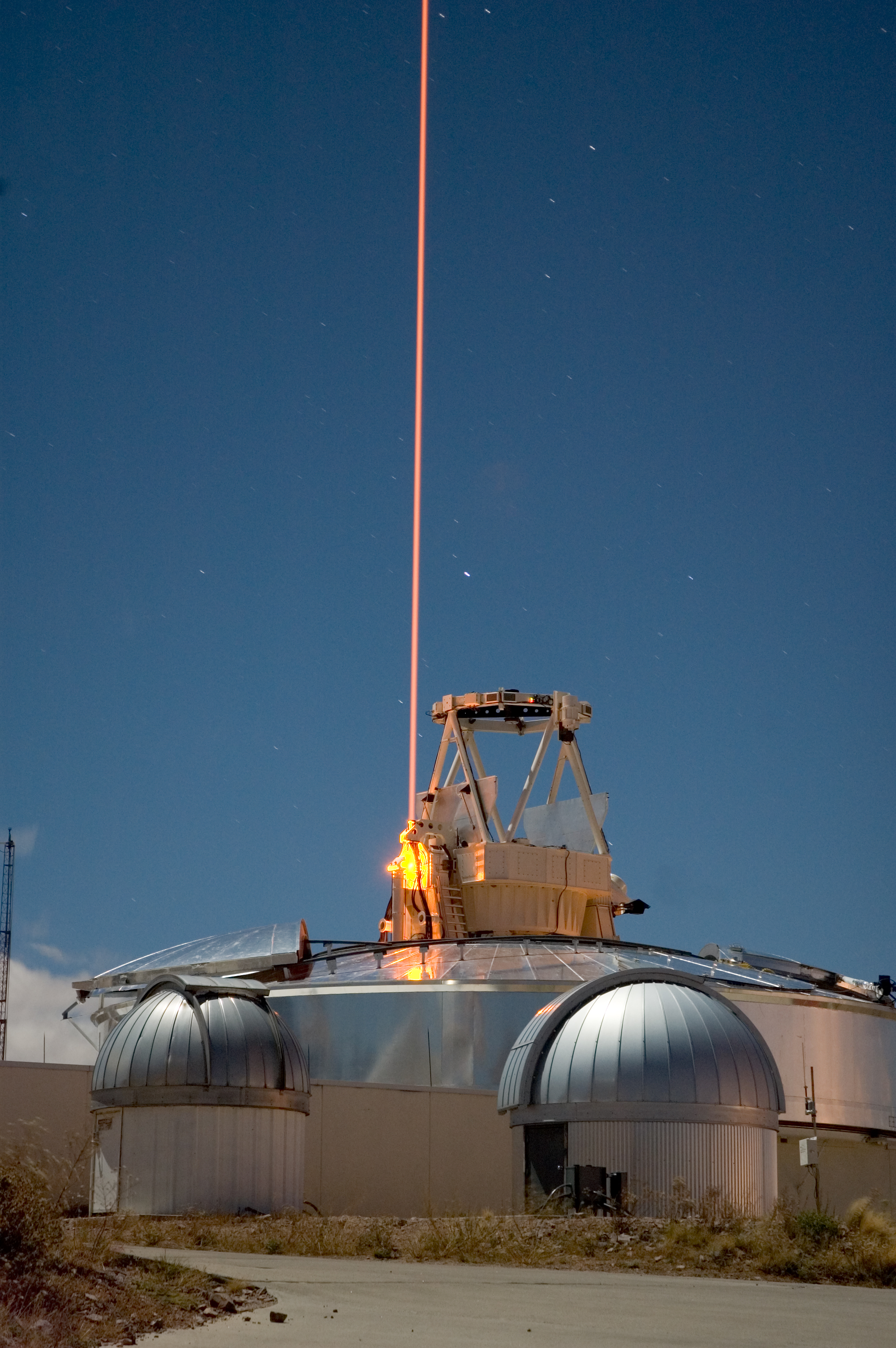
Lídar en el instituto de investigación Starfire Optical Range

#### Fenómenos relevantes

Efecto Stark en hidrógeno. Los valores discretos de la energía de las transiciones de Stark se muestran en función de la fuerza de un campo eléctrico.

## Historia
El predecesor al filtro atómico de banda fue el contador cuántico infrarrojo, un amplificador cuántico mecánico ideado por Joseph Weber y diseñado en los años cincuenta por Nicolaas Bloembergen para detectar radiación infrarroja con niveles bajos de ruido. Por aquel entonces ya existían  amplificadores de rayos X y rayos gamma sin emisiones espontáneas y Weber trasladó el concepto de esta tecnología al espectro infrarrojo. Bloembergen describió este dispositivo en detalle.
Los primeros contadores cuánticos infrarrojos se basaban en cristales con impurezas de iones de metales de transición, que absorbían luz de baja energía y la reemitían en el rango de luz visible. Para los años setenta, se impusieron los contadores cuánticos de vapor atómico para detectar radiación electromagnética, por ser los gases un medio superior a las sales metálicas y cristales utilizados con anterioridad.
Los principios utilizados hasta entonces para la detección en el espectro infrarrojo se aplicaron a un filtro atómico de línea pasivo compuesto de sodio. Este aparato, al igual que aquellos que lo precedieron, era primitivo y sufría de eficiencia cuántica baja y tiempos de respuesta cortos. Al tratarse del primer filtro atómico de línea, muchas referencias utilizan la denominación «filtro atómico de línea» para referirse a los dispositivos de absorción-reemisión. En 1977, Gelbwachs, Klein y Wessel crearon el primer filtro atómico de línea activo.
Los filtros de Faraday, desarrollados antes de 1978, constituyeron una «mejora sustancial» sobre los filtros atómicos de línea de absorción-reemisión del momento. El filtro de Voigt, patentado por James H. Menders y Eric J. Korevaar el 26 de agosto de 1992, era más avanzado todavía, con un diseño más compacto y con la capacidad de incorporar un imán permanente. Para 1996, los lídares ya usaban los filtros de Faraday.

## Tipos

Representación esquemática de un filtro atómico de línea en absorción-reemisión: una sola onda de banda estrecha cruza dos filtros de banda ancha que constituyen un filtro muy exacto y preciso. Hay una manipulación muy precisa de la frecuencia de la luz recibida. Los filtros de Faraday y Voigt se basan en un principio similar, pero es la polarización de la luz que se controla en vez de la frecuencia.

### Absorción-reemisión
El filtro atómico de línea del tipo absorción-reemisión absorbe las longitudes de onda deseadas y emite luz que circunvala los filtros de paso de banda. En los filtros absorción-reemisión pasivos, un filtro paso alto bloquea todos las señales de baja energía que llegan. La luz de la señal coincide con la línea de absorción del gas en la celda de vapor, que emite fluorescencia de una frecuencia menor como respuesta. Un Filtro paso bajo bloquea la radiación por encima de la frecuencia de la luz fluorescente. En un ALF activo, se usa un proceso de bombeo óptico o electrónico para evitar que los átomos de la celda de vapor absorban o emitan luz en diferentes longitudes de onda.

Polarización de luz por un filtro de Faraday.

### Filtro de Faraday
El filtro de Faraday, conocido como filtro magneto-óptico, FADOF o EFADOF (Excited Faraday Dispersive Optical Filter) se basa en la rotación del plano de polarización de la luz que atraviesa la celda de vapor por el efecto Faraday. La luz con frecuencias cercanas de las líneas de absorción atómicas del vapor atraviesa el filtro con intensidad cercana a la de la señal original pero con una polarización diferente, mientras que el resto de la radiación electromagnética se bloquea mediante filtros de polarización. Este efecto está relacionado con el efecto Zeeman, el desdoblamiento de las líneas de absorción atómica en presencia de un campo magnético.
Según las leyes que rigen el efecto Faraday, la rotación de la radiación es directamente proporcional a la fuerza del campo magnético, la longitud de la celda de vapor y la constante de Verdet del gas en la celda —que depende a su vez de la temperatura de la celda, la longitud de onda de la luz y en algunos casos la intensidad del campo—. Esta relación se representa con la ecuación:   
{\displaystyle \beta ={\mathcal {V}}Bd}

### Filtro de Voigt
El filtro de Voigt es un tipo de filtro de Faraday cuyo campo magnético es perpendicular a la dirección de la luz y está a 45° de la polarización de las placas polarizadas. En un filtro de Voigt, la celda de vapor actúa como una lámina de media onda y retarda la polarización en media longitud de onda o 180° por el efecto Voigt.

## Componentes comunes

Diagrama de las partes de un filtro de Faraday. En un filtro Voigt, el campo magnético se rota 90 grados. Nótese que las dos placas polarizadas son perpendiculares a la dirección de polarización.

Para algunas aplicaciones de los filtros atómicos de línea se usa un colimador para que la luz incidente forme un haz de rayos paralelos. Tras el colimador, se sitúa el filtro paso alto para bloquear la luz de longitudes de onda demasiado largas. En los filtros de Voigt y Faraday, el filtro es reemplazado por una placa polarizada. 
El siguiente elemento es la celda de vapor, componente esencial de todos los filtros atómicos de línea. Según el tipo de filtro, la celda de vapor absorbe y como reemite la luz incidente, o cambia su polarización por el efecto Faraday o Voigt. A continuación de la celda de vapor se encuentra el filtro paso bajo para bloquear toda la luz excepto la de la frecuencia emitida por el vapor o, en los filtros de Faraday y Voigt, la segunda placa de polarización.   
A veces se usan otros sistemas en conjunción con el filtros; por ejemplo, en los filtro de Faraday se emplea un filtro auxiliar de interferencia de banda ancha porque los polarizadores solo funcionan en una región de longitudes de onda limitadas. El pasabanda del filtro de interferencia puede ser unas 200 veces mayor que el del filtro. Los tubos fotomultiplicadores también se utilizan frecuentemente para incrementar la intensidad de la señal de salida a un nivel útil. Los fotomultiplicadores de avalancha son los más eficientes.

### Celda de vapor
A diferencia de otros componentes, la celda de vapor es relativamente similar en diferentes tipos de filtros atómicos de línea. Las propiedades termodinámicas de la celda de vapor son controladas cuidadosamente, pues determinan cualidades importantes, como la fuerza del campo magnético que debe aplicarse. La luz entra y sale de la cámara de vapor por medio de dos ventanas de baja reflexión hechas de materiales muy transparentes como el fluoruro de magnesio. Los otros lados de la celda pueden ser de un material opaco; generalmente se utiliza una cerámica o un metal resistente al calor dado que el vapor se mantiene por encima de los 100 °C.
La mayoría de las celdas de vapor contienen metales alcalinos por sus altas presiones de vapor; muchos metales alcalinos también tienen líneas de absorción y resonancia en el espectro deseado. El sodio, el potasio y el cesio son los más comúnmente utilizados. Nótese que también pueden usarse vapores no metálicos como el neón. Puesto que los primeros contadores cuánticos utilizaban cristales de iones metálicos en cristales, sería factible su uso en los ALF; se puede suponer que no se ha sido así por la superioridad de los vapores atómicos en este ámbito.

## Propiedades
La definición técnica de un filtro atómico de banda es un «filtro óptico isotrópico de banda superestrecha, y con aceptación de luz a altos ángulos». La banda de paso define el rango de frecuencias que el dispositivo acepta, que generalmente es del orden de 0.001 nanómetros. La aceptación angular es muy amplia, cerca de los 180°, lo cual es una característica importante del dispositivo: los filtros dieléctricos convencionales se basan en el espaciado de capas de refracción o reflexión, que cambia con el ángulo de incidencia de la luz. 
Los parámetros exactos (temperatura, fuerza de campo magnético, longitud, etc.) del filtro serán adecuados a la aplicación buscada. Estos valores solo pueden ser calculados por computadora dada la complejidad extrema de los sistemas.

### Entrada y salida
Los filtros atómicos de línea funcionan comúnmente en las regiones ultravioletas, infrarrojas y visibles del espectro electromagnético. En los ALF del tipo absorción-reemisión, se observa un cambio en la frecuencia de la luz emitida por filtro; en un dispositivo pasivo, la frecuencia de la luz de salido es menor por la conservación de la energía. Como consecuencia, los filtros pasivos pocas veces se usan con luz infrarroja, porque la frecuencia de salida sería demasiado baja. Cuando los filtros incorporan fotomultiplicadores, la longitud de onda de salida debe estar en la región espectral donde los fotomultiplicadores presenten buena sensibilidad. En este caso, los ALF activos suponen una ventaja sobre los pasivos, por generar longitudes de onda de salida cercanas al ultravioleta, la región espectral en donde los fotocátodos exhiben la mayor sensibilidad.
En un ALF pasivo, la frecuencia de entrada debe corresponder casi con exactitud a la de las líneas naturales de absorción del gas usado en el dispositivo. Los filtros activos son mucho más flexibles, puesto que el vapor puede ser excitado para que absorba otras frecuencias de luz.
Los filtros de Faraday y Voigt no cambian la frecuencia de la señal de luz.

### Tiempo de respuesta y tasa de transmisión
El tiempo de respuesta de un filtro atómico de línea con configuración absorción-reemisión afecta directamente la tasa de transmisión de información desde la fuente de luz hasta el receptor. Por consiguiente, el mínimo tiempo de respuesta es propiedad importante para los ALF. El tiempo de respuesta depende en gran manera del decaimiento espontáneo de los átomos excitados en la celda de vapor. En 1988, Jerry Gelbwachs mencionó un tiempo para las emisiones espontáneas de unos 30 ns, lo que supondría un límite superior de la tasa de información es de aproximadamente 30 MHz.
Con el tiempo, se han desarrollado muchos métodos para disminuir el tiempo de respuesta de los filtros atómicos. Ya a finales de los años ochenta, se usaban ciertos gases para catalizar el decaimiento de electrones en la celda de vapor. En 1989, Eric Korevaa desarrolló un «ALF rápido», que detectaba la fluorescencia emitida sin utilizar placas fotosensitivas. Con estos métodos los dispositivos alcanzan fácilmente frecuencias del orden de gigahercios.

### Eficacia

#### Eficiencia

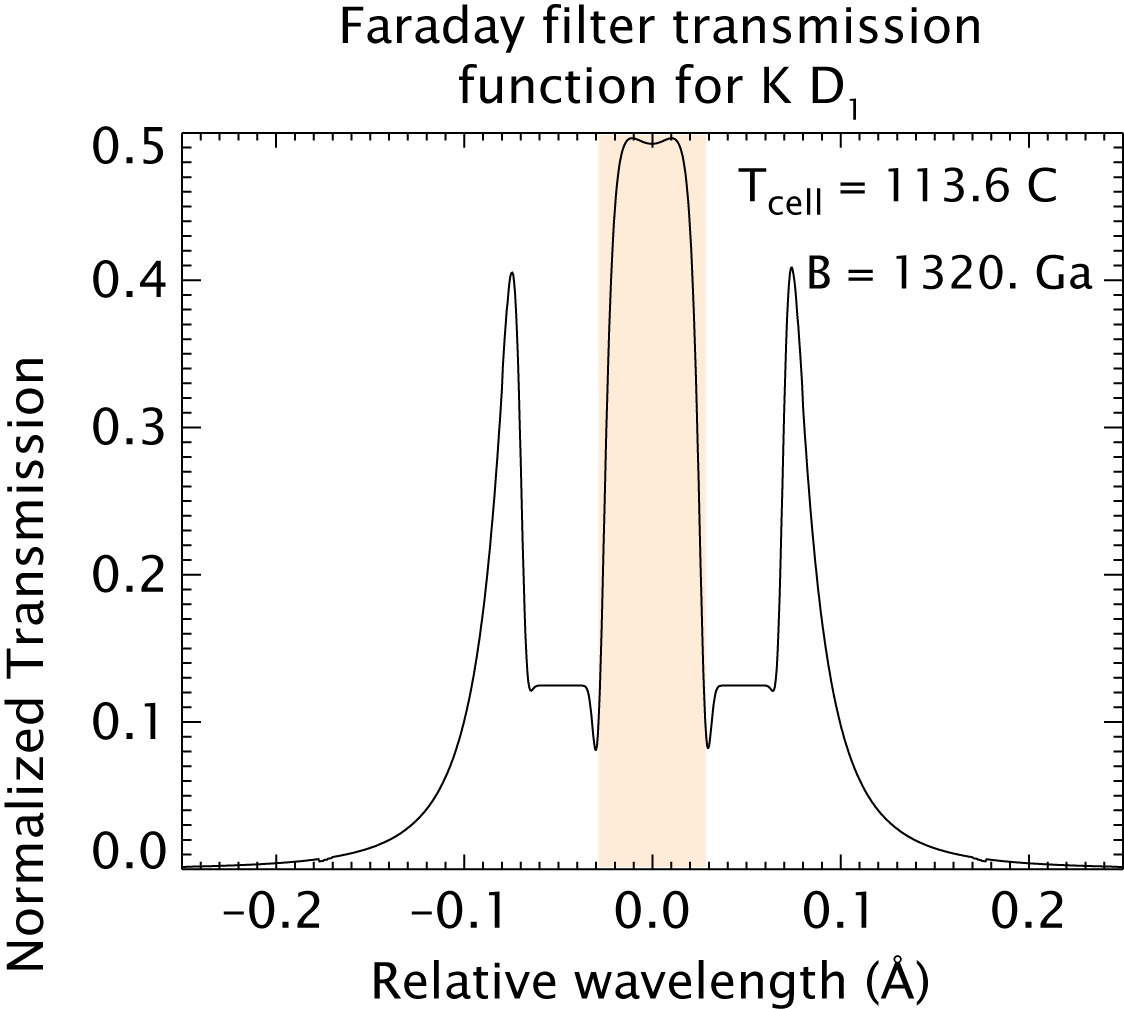
Gráfica de transmisión en función de la longitud de onda relativa en un filtro de Faraday de potasio centrado en la transición D1 de 770.1093 nm. La gráfica es para polarización simple, así que el máximo en la transmisión es de 0.5. El área resaltada es generalmente utilizada como espectro de transmisión del filtro. No se muestran las pérdidas ópticas.

Los filtros atómicos de línea son muy eficientes y generalmente tienen un factor de calidad (Q) extremadamente alto del orden de 105 a 106. Esto se debe parcialmente a que los polarizadores cruzados son capaces bloquear la luz de fondo en una proporción de 10−5. La banda de paso típica de un filtro de Faraday puede ser de unos pocos GHz, y la salida total es aproximadamente la mitad de la intensidad de la luz de entrada. La luz perdida es reflejada o absorbida por lentes imperfectas, filtros y ventanas.

#### Banda de paso
La banda de paso de un filtro atómico de línea es usualmente similar al ensanchamiento Doppler de la celda de vapor, es decir, el rango espectral de la radiación emitida por el vapor debido a su agitación térmica modificado por el efecto Doppler. La banda de paso es menor para elementos con número atómico alto a temperaturas bajas, condiciones que suelen considerarse ideales. No obstante, para algunas aplicaciones es mejor que la anchura de la línea de transición sea mayor que el ensanchamiento Doppler; por ejemplo, cuando el objetivo es seguir un objeto que experimenta una gran aceleración, la banda de paso del ALF debe contener la mínima y máxima frecuencia de la luz reflejada. El método más aceptado para incrementar la banda de paso consiste en usar gases inertes, caracterizados por una línea espectral ancha.